# روز جهانی یادبود هولوکاست

روز جهانی یادبود هولوکاست (انگلیسی: International Holocaust Remembrance Day) روزی بین‌المللی است که هر سال در ۲۷ ژانویه به یاد تراژدی هولوکاست که در جنگ جهانی دوم رخ داد برگزار می‌شود. این روز یادآور نسل‌کشی است که منجر به مرگ حدود ۶ میلیون نفر یهودی، ۵ میلیون نفر اسلاوها و ۳ میلیون معلول شد. در تاریخ ۱ نوامبر ۲۰۰۵ در طی چهل و دومین نشست مجمع عمومی سازمان ملل متحد قطعنامه‌ای اعلام شد که این قطعنامه پس از یک جلسه ویژه در ۲۴ ژانویه ۲۰۰۵ به تصویب رسید که به موجب آن مجمع عمومی سازمان ملل متحد شصتمین سالگرد آزادی اردوگاه‌های کار اجباری و پایان هولوکاست را اعلام کرد. در ۲۷ ژانویه ۱۹۴۵، اردوگاه آشویتس بزرگ‌ترین اردوگاه مرگ آلمان نازی، توسط ارتش سرخ آزاد شد. به‌موجب قطعنامه ۶۰/۷، روز ملی بزرگداشت یادبود قربانیان توسط رومان هرتسوگ رئیس‌جمهور فدرال آلمان ثبت شد و (روز یادبود قربانیان سوسیالیسم ملی) در ۳ ژانویه ۱۹۹۶ و روز یادبود هولوکاست در ۲۷ ژانویه هر سال از سال ۲۰۰۱ به بعد در بریتانیا برگزار می‌شود. روز یادبود هولوکاست نیز یک رویداد ملی در انگلستان است و در ایتالیا تعطیلات عمومی می‌باشد.

## قطعنامه ۶۰/۷ مجمع عمومی
قطعنامه ۶۰/۷ که روز ۲۷ ژانویه را به عنوان روز جهانی یادبود هولوکاست مطرح کرد، از همه کشورهای عضو سازمان ملل متحد می‌خواهد که به خاطر احترام به قربانیان هولوکاست به این روز احترام بگذارند و برنامه‌های آموزشی مربوط به تاریخ هولوکاست را برای جلوگیری از تکرار [نسل‌کشی] تشویق می‌کند. هر گونه انکار هولوکاست را به عنوان یک رویداد رد می‌کند و هرگونه تحریک، آزار و اذیت یا خشونت علیه افراد یا جوامع بر اساس مبانی نژادی یا اعتقادات مذهبی را محکوم می‌کند. این سازمان همچنین خواستار حفظ و نگهداری مکانهای مربوط به هولوکاست شامل اردوگاه‌های مرگ نازی، اردوگاه‌های مراقبتی، اردوگاه‌های کار اجباری و زندان‌ها شده‌است و همچنین برای ایجاد یک برنامه تبلیغاتی و بسیج جامعه برای یادآوری و آموزش هولوکاست فراخوان داده‌است.
ماهیت متن قطعنامه روی دو موضوع تأکید دارد: اول بزرگداشت خاطره کسانی که در طول هولوکاست قتل‌عام شده‌اند، و دوم آموزش نسل‌های آینده برای وحشت از اینگونه اقدامات است.
بنابراین روز بین‌المللی به خاطر قربانیان هولوکاست، روزی است که ما باید تعهد خود را نسبت به حقوق بشر تکرار کنیم. [...] ما همچنین باید فراتر از یادآوری، اطمینان حاصل کنیم که نسل‌های جدید این تاریخ را می‌دانند. ما باید درس‌های هولوکاست را به جهان امروز یادآوری کنیم؛ و ما باید تمام تلاش خود را انجام دهیم تا همه مردم بتوانند از حمایت و حقوق سازمان ملل حمایت کنند.
- پیام بان کی‌مون، دبیرکل سازمان ملل متحد در تاریخ ۱۹ ژانویه ۲۰۰۸ به‌مناسبت روز بزرگداشت یادبود هولوکاست

## مراسم یادبود در سازمان ملل
در سال‌های ۲۰۰۶، ۲۰۰۷ و ۲۰۰۸، هفته‌های یادبود هولوکاست در برنامه‌های سازمان ملل متحد برگزار شد. این برنامه بخشی از بخش اطلاع‌رسانی نهاد اطلاعات عمومی سازمان ملل متحد است که براساس قطعنامه ۶۰/۷ مجمع عمومی پایه‌گذاری شده بود.

## مراسم خارج از سازمان ملل
مراسم یادبود در ایالات متحده آمریکا (موزه یادبود هولوکاست) در واشینگتن دی سی و در یَد و شِم در اورشلیم برگزار می‌شود.
در اتریش از سال ۲۰۱۲ روز یادبود در Heldenplatz در وین برگزار می‌شود. پلت فرم گسترده «حالا علامت بگذارید» خواستار مشارکت جامعه مدنی در این مراسم شد. سخنرانان شامل بازماندگان هولوکاست، فعالان ضدفاشیست و سیاستمدارانی هستند که از طرف احزاب با گرایش‌های سیاسی مختلف می‌باشند.